# Weißbinden-Zahnspinner

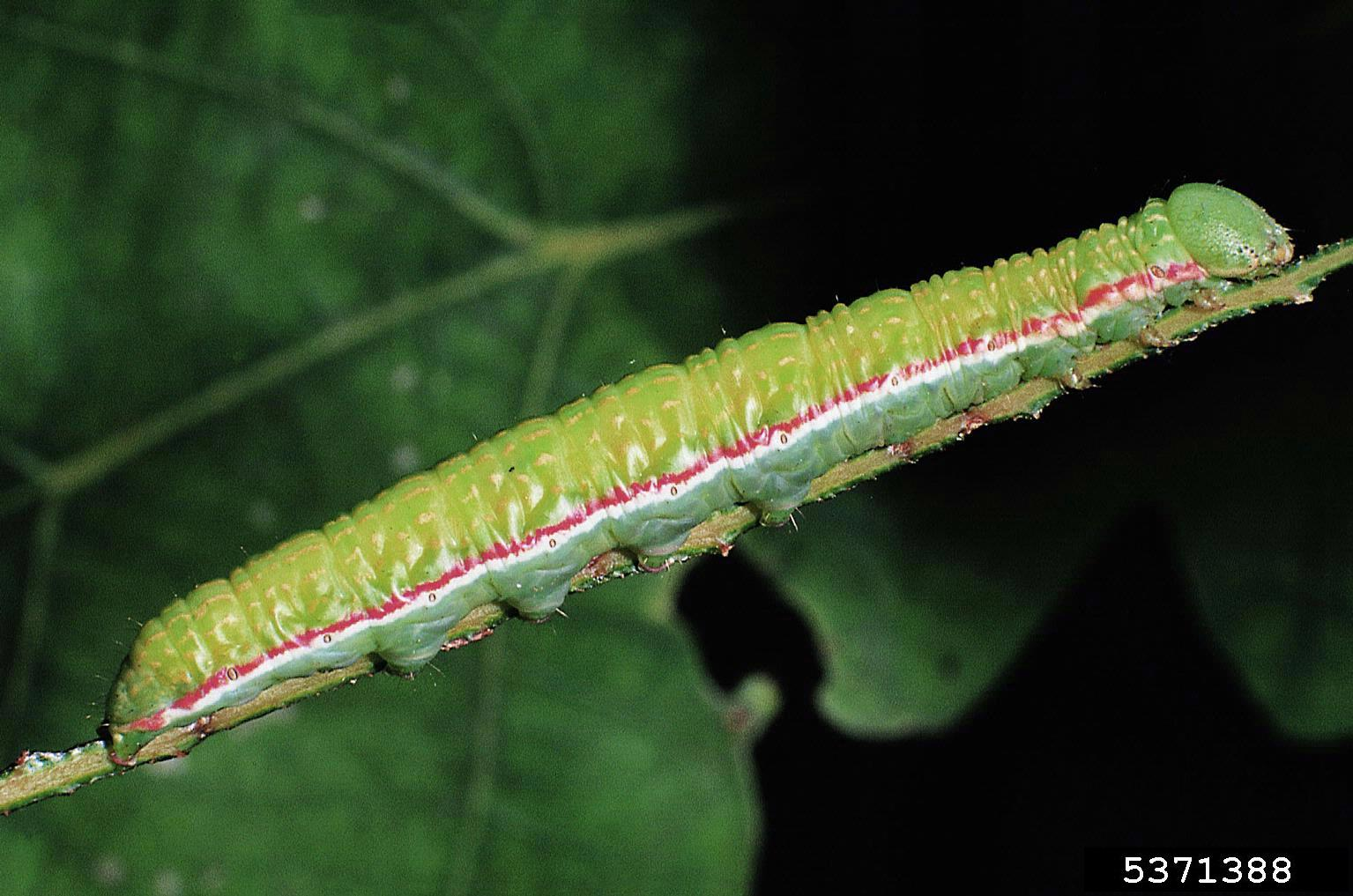
Raupe des Weißbinden-Zahnspinners

Der Weißbinden-Zahnspinner (Drymonia querna) ist ein Schmetterling (Nachtfalter) aus der Familie der Zahnspinner (Notodontidae).

## Merkmale

### Imago
Die Falter erreichen eine Flügelspannweite von 38 bis 44 Millimetern. Sie haben in verschiedenen Grau- und Brauntönen gefärbte Flügel. Den Vorderflügeln fehlt am Innenrand  der für die meisten Zahnspinnerarten typische deutliche Schuppenzahn. Das Mittelfeld der Vorderflügel ist in Form einer Binde mehr oder weniger weißlich aufgehellt und unterscheidet den Falter dadurch von den ähnlichen Arten Dunkelgrauer Zahnspinner (Drymonia ruficornis), Schwarzeck-Zahnspinner (Drymonia obliterata) und Südlicher Zahnspinner (Drymonia velitaris). Vom besonders ähnlichen Ungefleckten Zahnspinner (Drymonia dodonaea) unterscheidet sich der Weißbinden-Zahnspinner durch eine gerade innere Querlinie der Vorderflügel, wodurch das Mittelfeld nicht nach innen eingeschnürt ist. Die Hinterflügel sind einfarbig weißgrau bis hellbraun.  Die Palpen sind kurz, der Rüssel verkümmert. Die Fühler der Männchen sind bis zur Spitze doppelt gekämmt, diejenigen der Weibchen einfach. Der Kopf ist dicht und lang, der Hinterleib kurz behaart.

### Ei
Das Ei ist halbkugelig und von grüner Farbe.

### Raupe
Die Raupen sind gelbgrün mit zahlreichen kleinen hellen Flecken und einem weißen Seitenstreifen, der nach oben schmal rötlich und nach unten breit blaugrün gesäumt ist. Der Kopf ist kräftig grün gefärbt.

### Puppe
Die Puppe ist schwarz gefärbt und hat vier kurze Enddornen am Kremaster.

## Ähnliche Arten
- Dunkelgrauer Zahnspinner (Drymonia ruficornis)
- Ungefleckter Zahnspinner (Drymonia dodonaea)
- Schwarzeck-Zahnspinner (Drymonia obliterata)
- Südlicher Zahnspinner (Drymonia velitaris)

## Vorkommen
Die Art ist in Mitteleuropa verbreitet, gebietsweise aber selten und fehlt in höheren Gebirgslagen. Sie lebt in verschiedenen Lebensräumen, wie z. B. in Mischwäldern, Eichenhainen sowie warmen Hängen und Lehnen.

## Lebensweise
Die nachtaktiven Falter fliegen vorwiegend in einer Generation im Juni und Juli und an klimatisch günstigen Plätzen in einer zweiten Generation im Spätsommer. Sie besuchen künstliche Lichtquellen, oft erst nach Mitternacht. Die Weibchen legen die Eier auf die Unterseite von Blättern. Die Raupe lebt überwiegend von Juli bis September und verpuppt sich in einem lockeren Gespinst am Boden. Die Überwinterung erfolgt als Puppe. Diese überliegt gelegentlich.

### Nahrung der Raupen
Die Raupen ernähren sich bevorzugt von den Blättern der Eiche (Quercus).

### Gefährdung und Schutz
Die Art tritt in Deutschland je nach Region in sehr unterschiedlicher Anzahl auf, ist gebietsweise selten, gilt aber nicht als akut gefährdet.